# Thick as a Brick
| Críticas profissionais | Críticas profissionais |
| Avaliações da crítica  | Avaliações da crítica  |
| Fonte                  | Avaliação              |
| ---------------------- | ---------------------- |
| Allmusic               | 4.5 de 5 estrelas.     |
| Rolling Stone          | Sem avaliação          |

Thick as a Brick é o quinto álbum de estúdio da banda britânica Jethro Tull. Sua letra é baseada em um poema escrito por um garoto fictício, "Gerald Bostock", ou "Little Milton". O álbum em LP transcorre ininterruptamente em ambos os lados, sendo de fato uma só canção.
O vocalista e compositor Ian Anderson ficou surpreso com a reação da crítica ao álbum anterior Aqualung como sendo um álbum conceitual, um rótulo que ele rejeitou firmemente. Com Thick as a Brick a banda se preparou para criar uma obra que se integrava deliberadamente em torno de um conceito: um poema escrito por um precoce garoto inglês que fala sobre os desafios de envelhecer. Na época (e ainda hoje) muitos acreditaram que Gerald Bostock era uma pessoa real, e que o garoto fictício tenha sido o verdadeiro compositor das músicas, tendo sido considerado um gênio precoce. No entanto todo o álbum foi escrito pelo compositor Ian Anderson Por trás disso, o álbum pretendia ser um resumo de todos os outros pretensos "álbuns conceituais". A fórmula foi bem-sucedida, e Thick as a Brick alcançou o primeiro lugar entre os mais vendidos nos Estados Unidos.
A capa original do LP era uma paródia dos tabloides locais, trazendo notícias, contos, propagandas, etc. O falso jornal, com 12 páginas, teve de ser reduzido ou mesmo completamente suprimido quando do lançamento original na América Latina e Ásia devido aos custos de impressão. O lançamento em CD também comprometeu a arte da capa, reduzida para suportar o formato.
O álbum teve uma sequência em 2012, Thick as a Brick 2, que aparece sob o nome único de Ian Anderson. Este álbum oferece várias visões possíveis do futuro da criança-prodígio Gerald Bostock. Esse também aparece em Homo Erraticus, o álbum solo seguinte de Anderson, lançado em 2014.

## Faixas
1. "Thick as a Brick" (parte um) (Ian Anderson/Gerald Bostock) – 22:45
2. "Thick as a Brick" (parte dois) (Ian Anderson/Gerald Bostock) – 21:05

A edição de 25° Aniversário trouxe as seguintes faixas bônus
1. "Thick as a Brick" (ao vivo no Madison Square Garden, 1978) – 11:50
2. "Entrevista com Ian Anderson, Martin Barre e Jeffrey Hammond-Hammond" – 16:30

## Músicos[3]
- Ian Anderson: vocais, violão, flauta, violino, saxofone, trompete
- Martin Barre: guitarra, alaúde
- John Evan: piano, órgão, cravo
- Jeffrey Hammond (como "Jeffrey Hammond-Hammond"): baixo, vocais
- Barriemore Barlow: bateria, percussão, tímpanos